# Seznam dílů seriálu Tyler Perry's Young Dylan
Toto je seznam dílů seriálu Tyler Perry's Young Dylan.

## Přehled řad
| Řada | Díly | Premiéra v USA  | Premiéra v USA   | Premiéra v ČR | Premiéra v ČR |
| Řada | Díly | První díl       | Poslední díl     | První díl     | Poslední díl  |
| ---- | ---- | --------------- | ---------------- | ------------- | ------------- |
| 1    | 14   | 29. února 2020  | 3. října 2020    | bude oznámeno | bude oznámeno |
| 2    | 20   | 12. června 2021 | 9. prosince 2021 | bude oznámeno | bude oznámeno |
| 3    | 20   | 19. června 2022 | bude oznámeno    | bude oznámeno | bude oznámeno |

## Seznam dílů

### První řada (2020)
| Č. v seriálu | Č. v řadě | Původní název      | Český název   | Režie                      | Scénář      | Premiéra v USA    | Premiéra v ČR | Prod. kód |
| ------------ | --------- | ------------------ | ------------- | -------------------------- | ----------- | ----------------- | ------------- | --------- |
| 1            | 1         | Imaginary Friends  | bude oznámeno | Tyler Perry                | Tyler Perry | 29. února 2020    | bude oznámeno | 101       |
| 2            | 2         | Street Smart       | bude oznámeno | Tyler Perry a Chip Hurd    | Tyler Perry | 7. března 2020    | bude oznámeno | 103       |
| 3            | 3         | Chasing That Dream | bude oznámeno | Chip Hurd                  | Tyler Perry | 14. března 2020   | bude oznámeno | 104       |
| 4            | 4         | Plain Faces        | bude oznámeno | Tyler Perry and Kim Fields | Tyler Perry | 21. března 2020   | bude oznámeno | 105       |
| 5            | 5         | The Enforcer       | bude oznámeno | Tyler Perry and Kim Fields | Tyler Perry | 28. března 2020   | bude oznámeno | 106       |
| 6            | 6         | Speechless         | bude oznámeno | Chip Hurd                  | Tyler Perry | 13. června 2020   | bude oznámeno | 102       |
| 7            | 7         | Flowers            | bude oznámeno | Kim Fields                 | Tyler Perry | 20. června 2020   | bude oznámeno | 107       |
| 8            | 8         | In Too Deep        | bude oznámeno | Kim Fields                 | Tyler Perry | 27. června 2020   | bude oznámeno | 108       |
| 9            | 9         | Mother May I       | bude oznámeno | Chip Hurd                  | Tyler Perry | 11. července 2020 | bude oznámeno | 109       |
| 10           | 10        | Teachable Moments  | bude oznámeno | Chip Hurd                  | Tyler Perry | 18. července 2020 | bude oznámeno | 110       |
| 11           | 11        | Natural Beauty     | bude oznámeno | Kim Fields                 | Tyler Perry | 25. července 2020 | bude oznámeno | 111       |
| 12           | 12        | Special Delivery   | bude oznámeno | Chip Hurd                  | Tyler Perry | 19. září 2020     | bude oznámeno | 112       |
| 13           | 13        | The Rap Game       | bude oznámeno | Chip Hurd                  | Tyler Perry | 26. září 2020     | bude oznámeno | 113       |
| 14           | 14        | The Gift           | bude oznámeno | Chip Hurd                  | Tyler Perry | 3. října 2020     | bude oznámeno | 114       |

### Druhá řada (2021)
| Č. v seriálu | Č. v řadě | Původní název                     | Český název   | Režie                  | Scénář                                 | Premiéra v USA     | Premiéra v ČR | Prod. kód |
| ------------ | --------- | --------------------------------- | ------------- | ---------------------- | -------------------------------------- | ------------------ | ------------- | --------- |
| 15           | 1         | Food for the Soul                 | bude oznámeno | Chip Hurd              | Mark E. Swinton                        | 12. června 2021    | bude oznámeno | 201       |
| 16           | 2         | My Fair Charlie                   | bude oznámeno | Chip Hurd              | Angela Yarbrough                       | 19. června 2021    | bude oznámeno | 202       |
| 17           | 3         | A Tale of Two Rappers             | bude oznámeno | Chip Hurd              | James III                              | 26. června 2021    | bude oznámeno | 203       |
| 18           | 4         | Einsteins                         | bude oznámeno | Carl Anthony Payne, II | Shamar Michael Curry                   | 3. července 2021   | bude oznámeno | 204       |
| 19           | 5         | Who Done Done It?                 | bude oznámeno | Chip Hurd              | Arthur Harris                          | 10. července 2021  | bude oznámeno | 205       |
| 20           | 6         | Partners in Rhyme                 | bude oznámeno | Carl Anthony Payne, II | Scott Taylor a Wesley Jermaine Johnson | 17. července 2021  | bude oznámeno | 209       |
| 21           | 7         | Coppin' Magnitudes                | bude oznámeno | Chip Hurd              | Shamar Michael Curry                   | 7. srpna 2021      | bude oznámeno | 206       |
| 22           | 8         | Oceans 11am                       | bude oznámeno | Chip Hurd              | Scott Taylor a Wesley Jermaine Johnson | 14. srpna 2021     | bude oznámeno | 207       |
| 23           | 9         | Cruisin' for a Bruisin'           | bude oznámeno | Chip Hurd              | James III                              | 21. srpna 2021     | bude oznámeno | 208       |
| 24           | 10        | Squirrel Scouts and Seaweed Masks | bude oznámeno | Derrick Doose          | Freddie Gutierrez                      | 23. září 2021      | bude oznámeno | 210       |
| 25           | 11        | Charlie the Bad Boy               | bude oznámeno | Chip Hurd              | Angela Yarbrough                       | 30. září 2021      | bude oznámeno | 211       |
| 26           | 12        | Dylan and Rebecca vs. Alcatraz    | bude oznámeno | Chip Hurd              | Freddie Guttierez                      | 7. října 2021      | bude oznámeno | 212       |
| 27           | 13        | So Many Lessons                   | bude oznámeno | Chip Hurd              | Mark E. Swinton                        | 14. října 2021     | bude oznámeno | 213       |
| 28           | 14        | Haunted Halls                     | bude oznámeno | Chip Hurd              | Shamar Michael Curry                   | 21. října 2021     | bude oznámeno | 214       |
| 29           | 15        | Dylan vs. Mystery X               | bude oznámeno | Chip Hurd              | Freddie Guttierez                      | 28. října 2021     | bude oznámeno | 215       |
| 30           | 16        | Bunk Hate                         | bude oznámeno | Chip Hurd              | Shamar Michael Curry                   | 4. listopadu 2021  | bude oznámeno | 216       |
| 31           | 17        | Snitches Get Stitches             | bude oznámeno | Chip Hurd              | Mark E. Swinton                        | 18. listopadu 2021 | bude oznámeno | 217       |
| 32           | 18        | Taking Credit                     | bude oznámeno | Chip Hurd              | Angela Yarbrough                       | 25. listopadu 2021 | bude oznámeno | 218       |
| 33           | 19        | Waiting for Santa                 | bude oznámeno | Chip Hurd              | Joe Sullivan                           | 2. prosince 2021   | bude oznámeno | 220       |
| 34           | 20        | Rap Dreams Do Come True           | bude oznámeno | Chip Hurd              | Scott Taylor a Wesley Jermaine Johnson | 9. prosince 2021   | bude oznámeno | 219       |

### Třetí řada (2022)
| Č. v seriálu | Č. v řadě | Původní název          | Český název   | Režie         | Scénář           | Premiéra v USA    | Premiéra v ČR | Prod. kód |
| ------------ | --------- | ---------------------- | ------------- | ------------- | ---------------- | ----------------- | ------------- | --------- |
| 35           | 1         | Friday the Juneteenth  | bude oznámeno | Chip Hurd     | Kourtney Richard | 19. června 2022   | bude oznámeno | 309       |
| 36           | 2         | How to Catch a Scammer | bude oznámeno | Chip Hurd     | Angel Hobbs      | 21. června 2022   | bude oznámeno | 303       |
| 37           | 3         | Dylan Blows Up         | bude oznámeno | bude oznámeno | bude oznámeno    | 28. července 2022 | bude oznámeno | 301       |